# Pitcombe
Pitcombe – wieś w Anglii, w hrabstwie Somerset, w dystrykcie (unitary authority) Somerset. Leży 40 km na południe od miasta Bristol i 169 km na zachód od Londynu. W 2002 miejscowość liczyła 549 mieszkańców.